# Kuhls pijlstormvogel
Kuhls pijlstormvogel (Calonectris borealis) is een vogel uit de familie van de stormvogels en pijlstormvogels (Procellariidae). De Nederlandse naam verwijst naar de Duitse natuuronderzoeker Heinrich Kuhl.

## Taxonomie
Kuhls pijlstormvogel werd eerder beschouwd als een ondersoort van de Scopoli's pijlstormvogel (C. diomedea).

## Kenmerken
De vogel heeft een dikke kop, en lange, naar voren gebogen vleugels. De spanwijdte bedraagt 1 tot 1,5 meter. Zijn lijf is 45–56 cm lang. Hij zweeft en vliegt langzaam, met een grote gele snavel en overwegend witte ondervleugels.

## Leefwijze
Hij eet vis, garnalen, inktvis, kwallen en is ook te zien achter vissersboten om het afval van het wateroppervlak op te pikken.

## Voortplanting
De vogel maakt in zijn broedgebied luide, klagelijke geluiden, maar is op zee stil. Kuhls pijlstormvogel nestelt tussen de stenen op puinhellingen, waar hij alleen 's nachts op het ene ei broedt. Hij legt slechts eenmaal per seizoen, dat loopt van maart tot juli.

## Verspreiding en leefgebied
Kuhls pijlstormvogel broedt voornamelijk op de Azoren, Madeira en de Canarische Eilanden. Buiten de broedtijd zwermen ze uit over de gehele Atlantische Oceaan.
In de Noordzee is de Kuhls pijlstormvogel zeer zeldzaam, in totaal zijn er zes bevestigde waarnemingen vanaf de Nederlandse kust.

## Status
De grootte van de populatie is in 2015 geschat op ruim 500 duizend volwassen vogels. Op de Rode lijst van de IUCN heeft deze soort de status niet bedreigd.